# Kon Sameti
Kon Sameti (zeitweise auch Sameti) ist eine Psychedelic-Hardrock-Band, die 1970 in München gegründet wurde.

## Geschichte

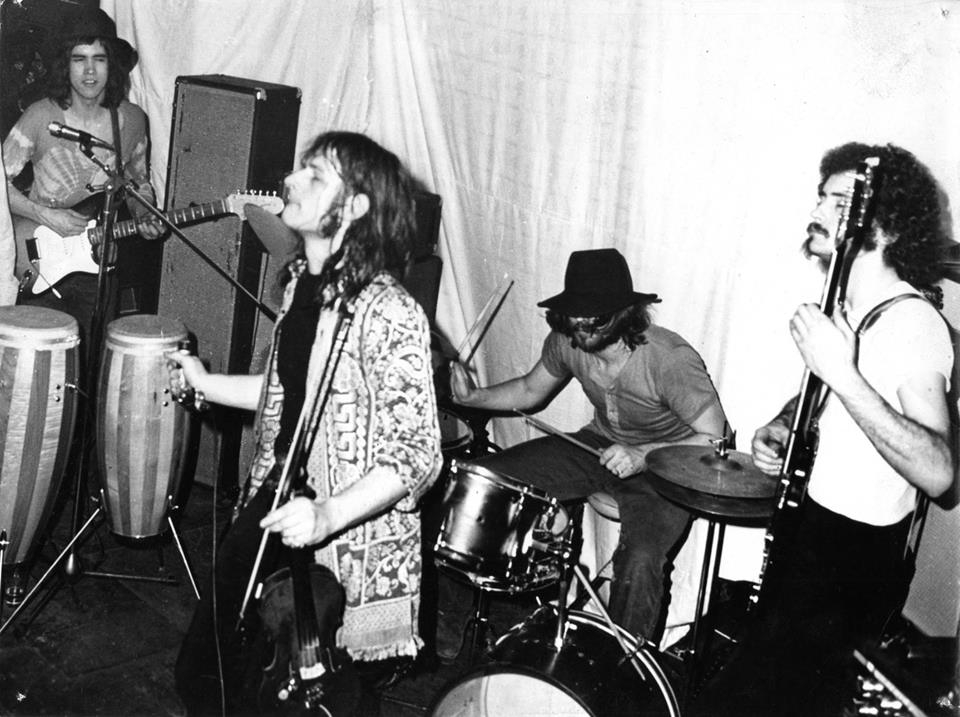
Kon Sameti 1970 im PN-Club München

Kon Sameti wurde 1970 von Christian „Shrat“ Thiele, einem ehemaligen Mitglied der Band Amon Düül II, und Harris Johns in München gegründet. Der Schlagzeuger nannte sich Cuby, und als Bassist spielte Steve McHarald die letzten Shows von 1970. Die größten Auftritte waren in der Kunsthalle Köln, beim Burg-Herzberg-Festival und beim „Ersten deutschen progessiven Popfestival“ in Berlin.
Nach einem Jahr gründete Shrat mit anderen Musikern eine neue Band unter anderem Namen. Harris, der nach Berlin umgezogen war, spielte bis 1977 ähnliche Musik unter dem Namen „Navaho“.
2014 ließ Harris Johns mit zwei alten Freunden Kon Sameti wieder aufleben, da er mit ihnen seine Stücke aus den 1970er Jahren aufpoliert, und auch die neuen Titel nach 1970er Jahre Psychedelic Hardrock klingen. Der erste Auftritt war beim Swamp Festival in Berlin. Nach 49 Jahren trat die Band 2019 wieder beim Burg-Herzberg-Festival auf. Manne M. Basso spielte bereits in den 1970ern mit Harris bei Navaho. Lukas spielt das Schlagzeug, seit der ursprüngliche Schlagzeuger Klaus „KDW“ Walter 2018 ausgestiegen ist.

## Stil
Kon Sameti spielte 1970 vor allem Improvisationen, die sich um einige festgelegte Themen herum entwickelten. Shrat sang oder spielte Kongas oder Geige. Die 2014 wiederauferstandene Band Kon Sameti arbeitet bei einigen Stücken ähnlich, wenn auch mit deutlicheren Strukturen und neuen Ideen. Bei näherem Hinhören entpuppt sich ihre Musik als originell und einzigartig.
Frank Schäfer vom Rock Hard schreibt über das aktuelle Demo: „Psych Rock mit Pfund, der gelegentlich die Weedrakete zündet, um die Erdumlaufbahn zu verlassen, und Harris Johns als Soundtüftler und Improvisateur genügend Freiraum gibt.“

## Diskografie
Alben
- 1972: Sameti (Brain / Metronome)
- 1974: Hungry for Love (Warner Bros.)
- 2019: Reborn (Outta Space Records)
- 2023: The Traveller (Outta Space Records)